# 迭戈·古铁雷斯
Diego Gutiérrez（Ciego de Ávila，1974年9月25日—）是一位古巴创作歌手。在他的作品中，混合了 Nueva Trova、拉丁流行音乐、他的国家的不同流派和本土节奏以及民谣、世界音乐和摇滚乐的元素。为了他的专辑Palante el Mambo！ (2018) 在 2018 年第 19届拉丁格莱美奖热带融合专辑类别中获得提名。 

## 传记
迭戈·古铁雷斯 (Diego Gutiérrez) 出生于 Ciego de Ávila，他在那里度过了童年和青春期。在那里，他以自学的方式学习了弹吉他和演唱 Traditional Trova 和 Nueva Trova 的经典歌曲。从很小的时候起，他就受到了古老乡村和流行音乐黑胶唱片的影响，这些唱片在他的家里都能听到，这种继承将伴随他后来的工作。
他在拉斯维拉斯中央大学开始写他的第一批作品，在那里他发现了一个将激励他的文化运动，并将促使他在大学学习英语语言和文学的同时追求他的音乐事业。他首先在业余音乐节上崭露头角，在那里他赢得了几个金奖，然后在全岛的独奏会和巡演中崭露头角。 
1997 年，他与其他游吟诗人一起在 El Mejunje （英语）创立了 La Trovuntivitis 词曲作者俱乐部，这是圣克拉拉的一个标志性场所，新一代创作歌手和他们一年一度的“Longina”音乐节将从这里诞生。 

2006 年，他录制了他的第一张专辑De cero  (Sello Unicornio, Abdala Producciones)，获得了三项提名和两项 Cubadisco 奖。 
他作为客座艺术家参加了 2001 年在阿尔及尔和 2005 年在加拉加斯举行的世界青年和学生节。 2009 年，他出席了在巴塞罗那举行的国际创作歌手巴纳桑特音乐节，在那里他在该市的各个舞台上展示了他的艺术，随后在瓦伦西亚、塞维利亚和马德里举办了一系列音乐会。
2015 年，他获得了 Trova 类别的 Cuerda Viva 电视节目奖，该奖项旨在推广另类音乐。
他的第二张录音室专辑Palante el Mambo！ 2018 年获得古巴迪斯科奖和拉丁格莱美奖提名。 

由于他将来自 Villa Clara 的 11 位作家的诗歌音乐化，他成为了由 Pablo de la Torriente Brau 文化中心组织的“Del verso a la canción”比赛的获胜者之一，这将成为他在 2018 年的第四张专辑2021. 研究标题为地球中心之旅(EGREM)。为推广这部作品，他受邀在 2019 年乌拉圭蒙得维的亚书展和 2022 年布宜诺斯艾利斯国际书展上展出。

除了他的风格和表演，他还强调他的文本和他对本国诗歌和音乐传统的个人看法。 
他将自己的作品带到了美国、西班牙、英国、阿根廷、瑞士、墨西哥、委内瑞拉、乌拉圭、塞浦路斯和玻利维亚的音乐会巡回演出、音乐节和各种舞台上。
他目前是拉丁录音艺术与科学学院的投票成员。

## 唱片目录

### 录音室专辑
- 2006 年：De cero

- 2018 年：Palante el Mambo! [10]

- 2019 年：Piloto automático [11]

- 2021 年：Viaje al Centro de la Tierra [12]

### 现场专辑
- 2008 年：Demasiado Diego 在哈瓦那的 Pablo de la Torriente Brau 中心现场录制。

### 集体记录和选集
- 2001 年： Trov@nónima.cu 。 [13]

- 2003 年：Acabo de soñar。何塞·马蒂 ( José Martí ) 的诗歌由年轻的古巴吟游诗人配乐。 [14]

- 2005 年：A guitarra limpia. Antología 4 （集体作品） [15]

- 2006 年：Te doy una canción.第 1 卷。西尔维奥·罗德里格斯致敬音乐会[16]

- 2007 年: Décimas del gato Simón. [17]

- 2009年：Del verso a la canción

- 2018 年： La Trovuntivitis 。 [18]

- 2022 年： Nueva Trova y más 50 años 第九卷[19]

## 外部連結
- EcuRed：协作百科全书 （页面存档备份，存于）
- 迭戈古铁雷斯 YouTube 频道
- Discogs 上的 Diego Gutierrez 唱片目录 （页面存档备份，存于）